# 홍순영 (범죄인)
홍순영(한국 한자: 洪淳英, 1967년 10월 12일 ~ 1991년 12월 18일)은 대한민국의 범죄인이자 곽재은 유괴 살해 사건의 범인이다.

## 생애
- 신문기사에 따르면 홍순영은 1986년 서울 중앙여자고등학교를 졸업했다고 한다.
- 대학입시엔 실패했으나 홍순영은 유복한 가정에서 어린시절을 보냈다. 부모님은 당시 부천에 90년 당시 시가로 4억 정도의 상가건물을 소유하고 있었다 한다.
- 홍순영은 지기 싫어하는 성격으로 얻고 싶은 건 반드시 얻고 거짓말을 해서라도 남들보다 우월해 보여야 적성이 풀렸다.
- 이런 성격을 고치지 못했는지 그녀는 숙명여대에 가기로 결심하고 공부를 했지만 홍순영은 공부머리는 아니었는지 숙명여대에 들어가지 못했지만 그녀는 가짜 숙대 86학번 행세를 한다.
- 그러나 꼬리가 길면 밟힌다더니 그녀 주위에 그녀를 의심하는 사람이 많아지고 급기야 가짜 숙대생임이 들킬 위기에 처한다.
- 이러한 소문은 그녀의 남자친구의 귀에도 들어가게 될 위기에 처하자 홍순영은 그녀의 남자친구와 결혼을 추진했으나 남자친구 어머니의 반대로 결혼을 할 수 없게 되고 직장이 있다고 거짓말을 했으니 집에 돈은 보내야겠는데 그녀는 알다시피 고졸 백수인지라 이러한 사정은 홍순영의 마음을 병들게 했다.
- 결국 그녀는 돈을 얻기 위해 유괴를 저지를 마음을 먹는다.

## 최후
- 홍순영은 체포된 이후 재판에서 사형을 선고받았다. 홍순영이 스스로 사형을 원했고, 그래서 1심에서 사형을 받은 뒤 항소하지도 않았다는 이야기도 있지만 사실이 아닐 가능성이 높다. 신문기사에 따르면 홍씨는 1990년 12월 1심에서 사형을 선고받은 뒤, 3심으로의 상고까지 하여 1991년 9월 13일 대법원에서 사형이 확정되었기 때문이다.
- 결국 1991년 12월 18일 오후 서울구치소에서 사형이 집행되었다. 이때 홍순영이 수감되어 있던 감옥의 문이 열렸다.
- 홍순영은 평소와 같이 가슴에 빨간 명찰을 단 푸른 죄수복을 입은 채로 교도관들의 부축을 받은 채로 사형집행장으로 향했다.
- 15시 35분에 사형집행장에 도착한 홍순영은 인정심문을 받고 유언을 남길 것이냐는 교도관의 질문에 울음을 터트리더니 끝내 유언을 남기지 않았다.
- 그리고 홍순영의 머리에 흰 두건을 씌우고 15시 50분, 구치소장의 집행 명령과 함께 홍순영의 몸은 쑥 내려갔다. 16시, 그렇게 그녀는 형장의 이슬로 사라졌다.
- 집행후 시신은 경기도 파주시 광탄면에 위치한 종로성당 나자렛공원 묘에 안장되었다.